# Biblioteka Główna Gdańskiego Uniwersytetu Medycznego
Biblioteka Główna Gdańskiego Uniwersytetu Medycznego – biblioteka uczelniana posiadająca największy w województwie pomorskim księgozbiór z zakresu medycyny, farmacji, stomatologii, pielęgniarstwa, ochrony zdrowia oraz nauk pokrewnych. Biblioteka Główna wraz z Biblioteką Wydziału Farmaceutycznego oraz bibliotekami instytutów, klinik i zakładów tworzy system biblioteczno-informacyjny Gdańskiego Uniwersytetu Medycznego.
31 grudnia 2020 było 8692 zarejestrowanych użytkowników Biblioteki, z których wszyscy mają dostęp do Internetu w jej gmachu. Biblioteka ma swój ekslibris, wyłoniony w 2005 w drodze konkursu ogłoszonego z okazji 60. rocznicy powstania ówczesnej Akademii Medycznej w Gdańsku i jej Biblioteki Głównej.
Godziny otwarcia Biblioteki w trakcie roku akademickiego (aktualizacja 04.02.2023):
Poniedziałek: 10:00-19:45
Wtorek-piątek: 8:00-19:45
Sobota: 9:00-15:00
W niedzielę nieczynna.

## Historia
- 1945 - utworzenie Biblioteki wraz z powstaniem Akademii Lekarskiej w Gdańsku
- 1947 - otrzymanie pierwszej samodzielnej siedziby - pawilonu o pow. 440 m² na terenie szpitala akademickiego
- 1968 - przeniesienie Biblioteki do nowego gmachu przy ul. Dębinki 1, o powierzchni całkowitej 3 979 m² i kubaturze 13 tys. m³, w którym Biblioteka mieści się do chwili obecnej
- 1985 - powołanie Biblioteki Wydziału Farmaceutycznego
- 1991- instalacja pierwszych komputerów z przeznaczeniem do prac bibliotecznych w systemie SOWA oraz do prowadzenia działalności informacyjnej
- 2000 - udostępnienie informacji o zbiorach Biblioteki w Internecie
- 2001 - rozpoczęcie opracowywania zbiorów w systemie komputerowym VTLS/VIRTUA
- 2003 - przejęcie Biblioteki Instytutu Medycyny Morskiej i Tropikalnej w Gdyni
- 2004 - wdrożenie systemu VIRTUA w zakresie udostępniania zbiorów
- 2005
  - rozpoczęcie współkatalogowania we współpracy z Narodowym Uniwersalnym Katalogiem Centralnym NUKAT oraz Kartoteką Haseł Przedmiotowych MeSH.pl
  - zapoczątkowanie realizacji zajęć dydaktycznych ze studentami przy wykorzystaniu metody e-learningu; stworzenie i wprowadzenie do programu nauczania studentów I roku zajęć przez Internet pod nazwą Szkolenie biblioteczne online, które do 2009 zostało zakupione i wdrożone przez 6 polskich bibliotek akademickich
  - wyłonienie exlibrisu biblioteki, drogą konkursu ogłoszonego z okazji 60. rocznicy powstania ówczesnej Akademii Medycznej w Gdańsku i jej Biblioteki Głównej
- 2006 - rozpoczęcie udostępniania zbiorów czytelń na zasadzie wolnego dostępu dzięki zainstalowaniu systemu zabezpieczenia zbiorów
- 2009
  - rozpoczęcie realizacji, we współpracy z bibliotekami województwa pomorskiego, Pomorskiej Biblioteki Cyfrowej, przy wykorzystaniu środków unijnych
  - uruchomienie nowego serwisu internetowego Biblioteki Głównej
- 2010
  - uhonorowanie przez SBP medalem Bibliotheca Magna Perennisque
  - likwidacja Biblioteki Międzywydziałowego Instytutu Medycyny Morskiej i Tropikalnej
- 2011 - projekt rozbudowy i modernizacji budynku Biblioteki
- 2013 - zakończenie digitalizacji katalogów kartkowych: alfabetycznego, czasopism, doktoratów i habilitacji, prac magisterskich, filmów i przeźroczy, beletrystyki
- 2015 - zorganizowanie, już po czwarty, w dniach 07-09 września 2015 r. XXXIII  Konferencji Problemowej Bibliotek Medycznych. Tematem konferencji była "Medyczna biblioteka naukowa w morzu informacji, potrzeb i możliwości"
- 2016
  - zakończenie prac związanych z modernizacją i rozbudową budynku Biblioteki Głównej. Prace trwały od listopada 2015 r. do  września 2016 r. Dzięki dobudowaniu nowej Czytelni 2 o powierzchni 230 m², Biblioteka zyskała ponad 100 dodatkowych miejsc dla użytkowników. Udało się też wydzielić sześć pokoi (A1-A6) do pracy indywidualnej i grupowej. W ramach przebudowy, budynek Biblioteki został również przystosowany do potrzeb osób niepełnosprawnych
  - na listopadowym zjeździe Konferencji Dyrektorów Bibliotek Akademickich Szkół Polskich (KDBASP) mgr inż. Anna Grygorowicz, dyrektor Biblioteki Głównej została po raz trzeci wybrana - na kadencję 2016-2020 - w skład ośmioosobowej Rady Wykonawczej KDBASP
  - ukończona digitalizacja katalogu kartkowego przedmiotowego, zamykająca proces digitalizacji katalogów kartkowych BG GUMed.
- 2017 – uzyskanie dofinansowania na realizację  środowiskowego projektu „Polska Platforma Medyczna: portal zarządzania wiedzą i potencjałem badawczym”. Liderem jest Uniwersytet Medyczny we Wrocławiu, a współpartnerami, oprócz GUMed są uniwersytety medyczne z: Białegostoku, Katowic, Lublina, Szczecina i Warszawy oraz Instytut Medycyny Pracy w Łodzi. Czas trwania projektu od 01.11.2017 r. do 31.10.2020 r.[1]
- 2018 – uruchomienie nowego serwisu internetowego Biblioteki
- 2020 – uruchomienie platformy centralnej Polskiej Platformy Medycznej oraz platform lokalnych, w tym PPM GUMed.
- 2021 – udział Biblioteki Głównej w projekcie grantowym MEiN „Wspieranie procesów konsolidacji Uczelni”. Zadanie projektowe „Prace eksperckie w zakresie uwspólnienia zasobów bibliotecznych, repozytoriów, baz danych bibliograficznych, repozytoriów cyfrowych danych badawczych”.
- 2022 – udział Biblioteki w rozwinięciu projektu „Wspieranie procesów konsolidacji Uczelni”. Przedmiotem prac Zespołu ds. bibliotecznych jest:
  - implementacja systemu bibliotecznego nowej generacji w Uczelniach Fahrenheita,
  - wdrożenie jednolitego systemu raportowania danych w Uczelniach Fahrenheita,
  - integracja usług udostępniania i zarządzania zbiorami bibliotecznymi poprzez implementację lub rozszerzenie rozwiązań RFID w bibliotekach Uczelni Fahrenheita,
  - budowanie kompetencji w zakresie profesjonalnej obsługi czytelnika w bibliotekach Uczelni Fahrenheita – szkolenia zewnętrzne,
  - wdrożenie kompleksowego programu rozwijania kompetencji bibliotekarzy wspierających pracowników naukowych w zakresie zarządzania danymi badawczymi w Uczelniach Fahrenheita
  - aktualizacja systemów operacyjnych na stacjach roboczych obsługujących systemy i usługi biblioteczne w Uczelniach Fahrenheita,
  - wdrożenie usługi publikowania otwartego w czasopismach wydawnictwa zagranicznego[2].

## Księgozbiór
31 grudnia 2022 zbiory Biblioteki liczyły 438 481 jednostki, w tym:
- książek – 230 806 wol.
- czasopism – 102 801 wol.
- zbiorów specjalnych – 104 874 jedn.

## Usługi
- wypożyczanie książek na zewnątrz
- udostępnianie drukowanych i elektronicznych książek, czasopism oraz baz danych w czytelniach
- informacja naukowa, kwerendy tematyczne
- zdalny dostęp do zasobów elektronicznych
- wypożyczenia międzybiblioteczne
- analizy bibliometryczne
- zajęcia dydaktyczne w formie e-learningu (5 kursów)
- szkolenia tematyczne użytkowników
- bezprzewodowy Internet w budynku biblioteki
- samoobsługowe: kserowanie, drukowanie i skanowanie
- praktyki, staże, wycieczki po bibliotece

## Biblioteka dla środowiska
- uczestnictwo (od 2004 r.) w obchodach przypadającego w maju Tygodnia Bibliotek - dorocznego święta bibliotekarzy. Z tej okazji BG organizuje corocznie (od 2009 r.) imprezę pod nazwą „Wieczór w Bibliotece”.
- organizowanie kilka razy do roku wystaw tematycznych
- udział w Pikniku na Zdrowie, imprezie promującej zdrowy tryb życia, organizowanej od 2009 do 2017 r. w Parku Zielonym w Gdańsku-Wrzeszczu, a od 2019 r., we współpracy z centrum nauki Hevelianum, na Górze Gradowej w centrum Gdańska
- uczestnictwo (od 2011 r.) w Medycznym Dniu Nauki w ramach Bałtyckiego Festiwalu Nauki, od 2018 r. pod zmienioną nazwą Nauka dla Zdrowia - Dzień Otwarty GUMed
- wydawanie (od 2008 r.) okolicznościowego biuletynu pt. „Librorum Amator”

## Nagrody
- W 2004 r. strona internetowa Biblioteki Głównej GUMed (ówczesnej Akademii Medycznej w Gdańsku) otrzymała II nagrodę w ogólnopolskim konkursie na Najlepsze witryny internetowe bibliotek polskich, ogłoszonym przez Komisję Wydawnictw Elektronicznych i Komisję Automatyzacji przy Zarządzie Głównym Stowarzyszenia Bibliotekarzy Polskich w kategorii biblioteki szkół wyższych, instytutów naukowych oraz instytucji centralnych.

- W 2010 r., w uznaniu zasług dla polskiego bibliotekarstwa, Biblioteka została odznaczona przez SBP medalem Bibliotheca Magna - Perennisque, czyli Biblioteka wielka i wieczna, najwyższym odznaczeniem, jakie może otrzymać biblioteka.

- W 2012 r., wyróżnienie w konkursie „Pozytywista Roku 2011". Gdański Uniwersytet Medyczny otrzymał wyróżnienie, uhonorowane dyplomem i medalem, w konkursie „Pozytywista Roku" za rok 2011 - inicjatywie Fundacji Regionalnych Inkubatorów Przedsiębiorczości „Wokulski", w kategorii „Kultura i sztuka". Wyróżnienie to zostało przyznane za koncepcję i realizację Projektu Partnerskiego Pomorskiej Biblioteki Cyfrowej. Partner wiodący projektu – Politechnika Gdańska - uzyskała nagrodę specjalną.